# Paweł Kozacki
Paweł Jan Kozacki OP (ur. 8 stycznia 1965 w Poznaniu) – polski dominikanin, publicysta, bloger, były przeor Konwentu Świętej Trójcy w Krakowie oraz wieloletni redaktor naczelny miesięcznika „W drodze”. W latach 2014–2022 Prowincjał Polskiej Prowincji Dominikanów.

## Życiorys
W czasie nauki w VIII Liceum Ogólnokształcącym w Poznaniu uczestniczył w duszpasterstwie szkół średnich prowadzonym przez o. Jana Górę. Równocześnie działał w poznańskiej opozycji antykomunistycznej (Szkolne Koła Oporu Społecznego i Rokosz). Wstąpił do zakonu w 1983, ale w 1984 został aresztowany za wcześniejszą działalność. Wyszedł z więzienia na mocy amnestii. Przyjął święcenia kapłańskie 2 czerwca 1990 roku. Pierwsze trzy lata po święceniach spędził w dominikańskiej parafii św. Dominika w Szczecinie, gdzie był wikariuszem oraz katechetą i duszpasterzem akademickim. Współpracował też ze szczecińską rozgłośnią Polskiego Radia oraz Radiem „As”. Następnie został redaktorem naczelnym poznańskiego wydawnictwa dominikańskiego „W drodze”, a od 1995 roku – miesięcznika „W drodze”. Publikuje również regularnie w „Tygodniku Powszechnym”. Od marca 2010 do lutego 2014 był przeorem Konwentu Świętej Trójcy w Krakowie. W związku z tym ustąpił z funkcji redaktora naczelnego „W drodze”. 1 lutego 2014 roku został wybrany Prowincjałem Polskiej Prowincji Dominikanów w Polsce. Wyboru dokonali przedstawiciele dominikańskich klasztorów zgromadzeni na kapitule, która odbyła się w Krakowie. 3 lutego 2018 został wybrany na drugą kadencję. W 2024 odznaczony Krzyżem Wolności i Solidarności.

## Publikacje
Zbiór jego medytacji biblijnych publikowanych przez trzy lata w „Tygodniku Powszechnym” ukazał się jako odrębna książka pod tytułem Szczęśliwe wariactwo (wyd. Znak, Kraków 2009 oraz W drodze, Poznań 2014).
Napisał również z o. Wojciechem Prusem OP książkę-rozmowę Spowiedź bez końca. O grzechu, pokucie i nowym życiu (wyd. W drodze, Poznań 2010).
W 2016 opublikowano zbiór jego artykułów Krańce świata. Spojrzenie na Kościół bliski i daleki (wyd. W drodze).